# Pseudosphenoptera cochonella
Pseudosphenoptera cochonella là một loài bướm đêm thuộc phân họ Arctiinae, họ Erebidae.